# Ingeniería nuclear
La ingeniería nuclear es la aplicación práctica de los conocimientos sobre el núcleo atómico tratado por los principios de la química nuclear y física nuclear y la interacción entre radiación y materia. Este campo de la ingeniería incluye el diseño, análisis, desarrollo, pruebas, operación y mantenimiento de los sistemas y componentes de fisión nuclear, específicamente reactores. En el subcampo de la fisión nuclear, incluye particularmente el diseño, la interacción y el mantenimiento de sistemas y componentes como reactores, plantas de energía, o armamento. El campo también incluye el estudio de la medicina y otras aplicaciones de la radiación, particularmente radiación ionizante, seguridad nuclear, transporte de calor/termodinámica, combustible nuclear, u otra tecnología relacionada (p. ej., eliminación de residuos radiactivos) y los problemas de la proliferación nuclear. Este campo también incluye ingeniería química e ingeniería eléctrica.
A continuación se describe el entrenamiento típico en la mayoría de los programas de ingeniería de los Estados Unidos, programas de otros países pueden ser similares, pero no necesariamente iguales.
- Preparación técnica universitaria: se incluye en los cursos de ingeniería nuclear los cursos de matemáticas que incluyen cálculo, así como cursos básicos de física y química.

- Preparación universitaria: los cursos deben incluir fundamentos de mecánica y dinámica del movimiento de partículas, termodinámica, programación de computadoras, física y química básica, matemáticas hasta ecuaciones diferenciales.

Los cursos de ingeniería nuclear a nivel universitario ofrecen generalmente la opción para elegir una especialización en la cual el estudiante piensa trabajar en un futuro. Especializaciones incluyen mecánica de fluidos, física de los reactores, mecánica cuántica, hidráulica térmica, circuitos lineales, efectos de la radiación y transporte de neutrones.
La especialización en fisión incluye el estudio de reactores nucleares, sistemas de fisión, plantas de energía nuclear, los cursos están enfocados principalmente en el estudio de neutrones y termohidráhulica de electricidad generada por energía nuclear, incluyendo la termodinámica y mecánica de fluidos.
La especialización en fusión nuclear estudios de electrodinámica y plasma. Esta especialización tiene un enfoque de investigación, mucho más que un enfoque práctico.
La especialización en medicina nuclear incluye cursos que tratan con dosis y absorción de radiación por tejidos corporales. Los especialistas en esta área generalmente están enfocados en el campo de la medicina y algunos de ellos estudian medicina así como también la especialización en radiación oncológica, la posibilidad de orientación hacia la investigación también es posible en esta especialidad.

## Historia
Se puede argumentar que la ingeniería nuclear nació en 1938, con el descubrimiento de la fisión nuclear. Sin embargo, desde la perspectiva de la ingeniería de aplicar la ciencia para crear algo nuevo, un comienzo más adecuado podría ser en 1942, cuando Chicago Pile-1 (CP-1) empezó a operar en la Universidad de Chicago como parte del Proyecto Manhattan. El primer reactor nuclear artificial, el CP-1, fue diseñado por un equipo de físicos que estaban preocupados que la Alemania nazi también intentara construir una bomba basada en la fisión nuclear. (La reacción nuclear más antigua conocida en la Tierra se produjo naturalmente, hace 1700 millones de años, en Oklo, Gabón, África.) El segundo reactor nuclear artificial, el Reactor de grafito X-10 fue también como parte del Proyecto Manhattan, como los reactores productores de plutonio de la Hanford Engineer Works.
El primer reactor nuclear que generó electricidad fue el Experimental Breeder Reactor I EBR-I , que lo hizo cerca de Arco, Idaho, en 1951. El EBR-I era una instalación autónoma, no conectada a una red, pero un reactor de investigación posterior a Idaho de la serie BORAX suministró brevemente energía a la ciudad de Arco en 1955.
La primera central nuclear comercial, construida para conectarse a una red eléctrica, es la Central Nuclear de Óbninsk, que empezó a funcionar en 1954. La segunda parece ser la Central nuclear de Shippingport, que produjo electricidad en 1957.
Para una breve cronología, desde el descubrimiento del uranio hasta la época actual, véase el Resumen de Historia de la energía nuclear o Historia de la energía nuclear.
Véase la Lista de reactores nucleares comerciales para obtener una lista completa de reactores nucleares y el Sistema de información de reactores de potencia de la AIEA (PRIS) para estadísticas mundiales y nacionales sobre la generación de energía nuclear.

## Escuela naval de potencia nuclear en los EE.UU.
La milicia naval de los EE.UU. posee un programa llamado Escuela naval de potencia nuclear (en inglés "Naval Nuclear Power School"), en este programa se entrenan tanto a oficiales como a cabos de marina para la operación de plantas nucleares. Mientras que algunos oficiales cuentan con estudios universitarios en ingeniería nuclear, la mayoría cuenta con estudios en otras ramas de ingeniería. La mayoría de los marinos enlistados no cuentan con estudios en los EE.UU, sin embargo todos son entrenados a través de un programa riguroso (el cual dura 65 semanas para maquinistas y 18 meses para técnicos electrónicos), para operar las plantas nucleares y de vapor en los submarinos y aeronaves. El entrenamiento incluye una certificación y muchos marinos toman la decisión de trabajar como civiles después de completar sus seis años obligatorios.

## Estructura nuclear

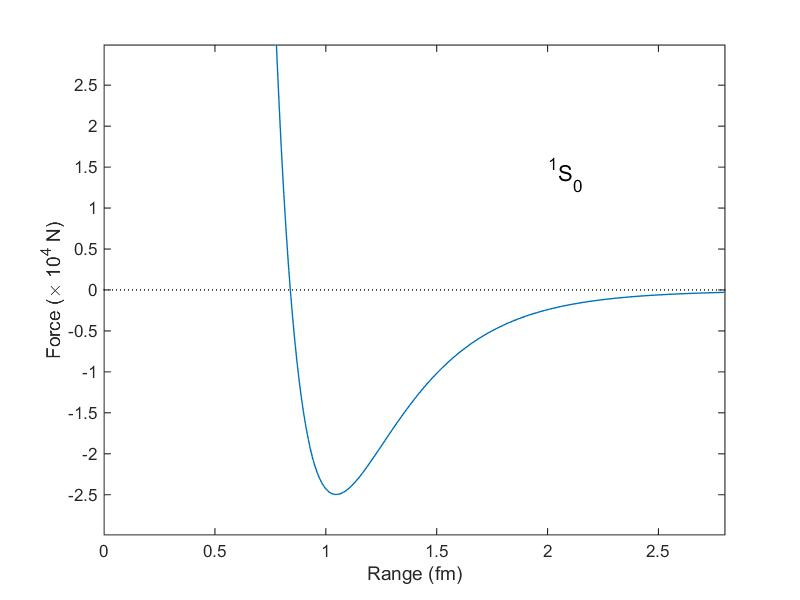
Modelo de la fuerza entre dos nucleones (spines alineados en direcciones opuestas). La intensidad de la fuerza es en newtons, la distancia en fermi (femtómetro).

La interacción que mantiene la cohesión de los nucleones dentro del núcleo resulta de la interacción nuclear fuerte que une los quarks del nucleón. La interacción nuclear fuerte es la más intensa de las cuatro fuerzas fundamentales de la naturaleza (de ahí su nombre); es de muy corto alcance, lo que asegura la fuerte cohesión de los nucleones; puede considerarse como partículas elementales (ignorando su estructura interna) en un amplio rango energético (hasta el GeV).
El residuo de esta interacción se hace sentir fuera de los nucleones, fuertemente repulsivo hasta un firme donde resulta fuertemente atractivo, después disminuye exponencialmente (ver la figura para una configuración de spin particular). Como los protones son partículas cargadas, también interaccionan mediante la interacción de Coulomb. Si el número de protones en el núcleo es grande, este último tiene prioridad sobre la interacción fuerte y los núcleos se vuelven inestables. La cantidad de energía que mantiene el núcleo unido se llama energía de unión al núcleo.

## Reacciones nucleares
Se dice que una reacción es nuclear cuando hay una modificación del estado cuántico del núcleo. Entonces participan en la reacción los nucleones que constituyen el núcleo, pero también otras partículas, como los electrones (e–), los positrones (e+).
Las reacciones nucleares pueden ser de varios tipos. Las más importantes modifican la composición del núcleo y, por tanto, también son transmutaciones; en la naturaleza, observamos:
- fisión: un núcleo pesado se rompe en dos o más fragmentos. Es este tipo de reacción el que se implementa en las bombas atmosféricas bombas atómicas de tipo A y en las centrales nucleares electrogenerantes;[6]
- fusión: dos núcleos ligeros se fusionan. Así es como las estrellas producen energía. La fusión nuclear es la fuente de la nucleosíntesis que permite explicar la génesis de todos los elementos de la tabla periódica de los elementos de Mendeléyev y sus isótopos. Éste es también el tipo de reacción que se utiliza en las llamadas bombas de hidrógeno (bomba H). El uso de la fusión para la producción de energía civil todavía no se ha dominado. Su dominio es objeto del proyecto internacional ITER;[6]
- radioactividad: un núcleo emite una o más partículas de forma espontánea. Distinguimos:
  - la radioactividad α, donde se emite un núcleo de helio 4,
  - la radioactividad β, donde se emiten un electrón y un antineutrino electrónico (β–), es decir, un positrón y un neutrino de electrones (β+),
  - la radioactividad γ, por la que un núcleo pierde su energía a través de la radiación electromagnética de alta energía.

Con la llegada de los aceleradores de partículas y núcleos pesados (A > 8), se estudiaron nuevos tipos de reacciones:
- reacciones de "transferencia" donde se intercambian uno o varios nucleones entre los núcleos del haz y los del objetivo;
- l'espalación (en inglés knock-out reaction): las partículas ligeras (neutrones por ejemplo) se envían a un núcleo objetivo y expulsan uno o más nucleones de este núcleo;
- colisiones entre núcleos pesados, donde la cantidad de energía cinética disponible es muy grande y conduce a núcleos muy excitados (núcleos calientes, o incluso energías muy altas en la formación de plasma de quark-gluón);
- en colisiones violentas, la multifragmentación rompe un núcleo en más de dos núcleos.

Otras interacciones no modifican la composición del núcleo, sino que le transfieren energía de excitación:
- las reacciones de difusión: el proyectil (un fotón, un nucleón o un conjunto de nucleones) ve modificada su trayectoria. Hablamos de difusión elástica cuando hay conservación de la energía cinética del sistema (proyectil-objetivo). De lo contrario, hablamos de difusión inelástica: energía potencial adicional (que proviene del núcleo) se libera en el momento de la interacción. Cuando la partícula incidente es un fotón, llamamos difusión de manera diferente, dependiendo del fenómeno físico implicado:
  - La dispersión de Thomson se refiere a un fotón que interacciona con un electrón libre. Hablamos de dispersión coherente porque la longitud del fotón disperso es la misma que el incidente (véase el punto siguiente). La difusión de Thomson es una difusión elástica que generalmente tiene lugar entre varias decenas de keV y 100 keV,
  - cuando el fotón tiene una energía incidente más alta (más allá de 100 keV aproximadamente), la energía del fotón reemitido es inferior a la del fotón incidente. Se habla de efecto Compton (variación de la longitud de onda). La difusión Compton también es difusión elástica (la diferencia de energía entre la gama incidente y la gama reemitida se transmite al electrón). La dispersión de Thomson es un caso especial de la dispersión de Compton (cuando la energía del fotón incidente es muy inferior a 511 keV). Por tanto, la difusión de Thomson no es en sentido estricto una difusión coherente, pero la diferencia de longitud de onda entre la partícula emitida y la partícula incidente es demasiado pequeña para ser medida.
  - cuando el fotón incidente interacciona con un electrón emparejado (más precisamente con una molécula que tiene un momento dipolar como N2 o O2 que se encuentra en el aire; el baricentro de la nube de electrones de uno de los dos átomos no coincide con el núcleo), se habla de dispersión de Rayleigh. Éste último es perfectamente coherente. Predomina para fotones de unos pocos eV. Explica en particular el color azul del cielo;
- el efecto fotoeléctrico: el fotón incidente "desaparece" al transmitir su energía en forma de energía cinética a un electrón. Este fenómeno es predominante para los fotones con energías inferiores a varias decenas de keV.

## Áreas profesionales

### Fisión nuclear
Cerca del 20% de la energía eléctrica generada en los EE.UU. es obtenida a través de la energía nuclear. La energía nuclear representa una industria de gran tamaño y manteniendo el suplemento de ingenieros nucleares se asegura su estabilidad. Los ingenieros nucleares trabajan en este campo directa o indirectamente, en la producción de energía o laboratorios gubernamentales. La investigación actualmente en la industria es dedicado al incremento de la eficiencia económica de la misma y mejora de funcionamiento y seguridad de los reactores nucleares. Aunque el gobierno investiga principalmente las mismas cuestiones que la industria, el gobierno investiga sobre otros muchos diferentes tópicos y problemas como los combustibles nucleares y ciclos de combustibles nucleares, diseño avanzado de reactores y diseño de armas nucleares y su mantenimiento.

Planta de energía nuclear
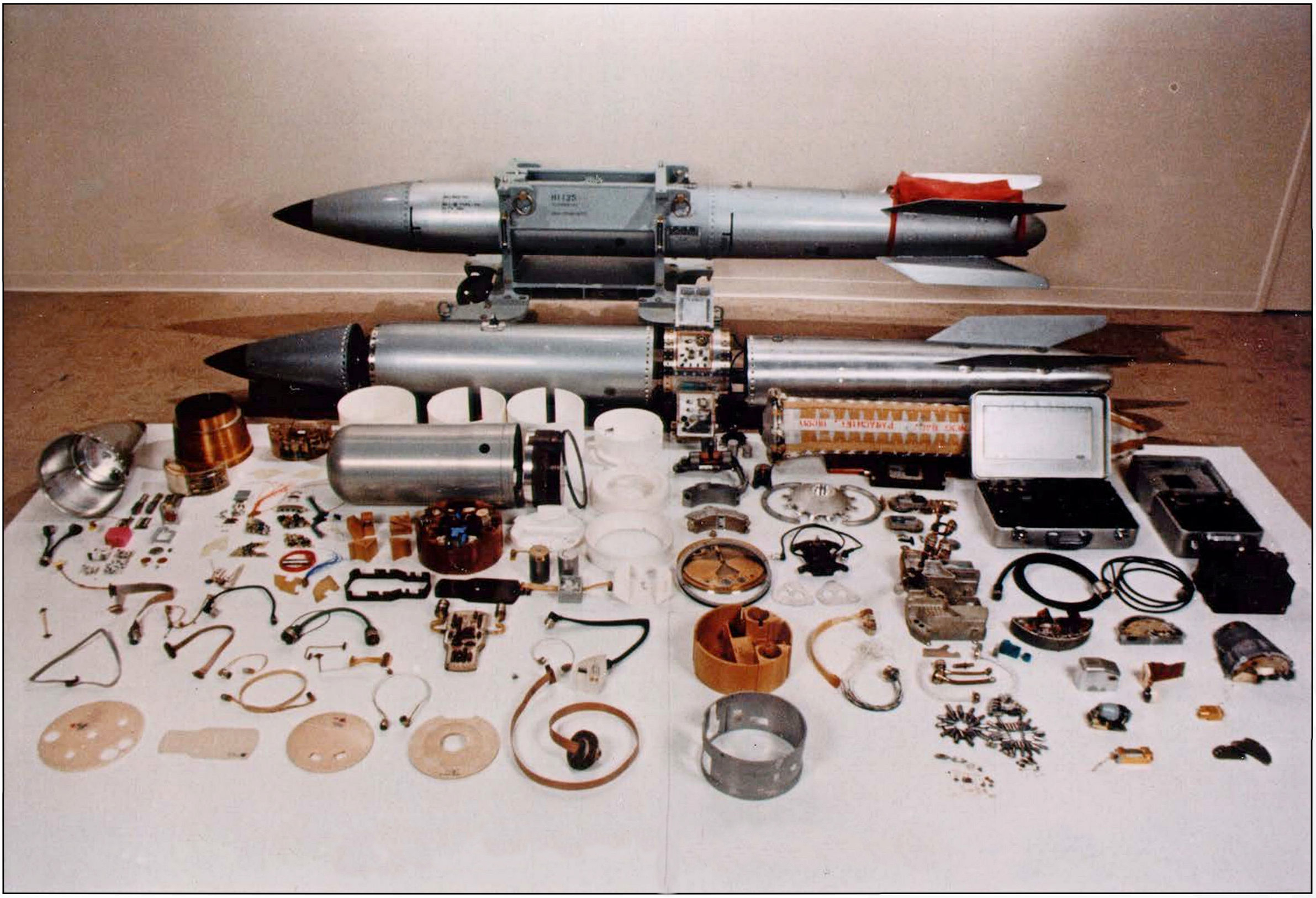
B-61 arma termonuclear

### Fusión nuclear y física de plasma
Las áreas de investigación incluyen altas temperaturas, materiales resistentes a la radiación y dinámica de plasma. Internacionalmente, la investigación se ha enfocado a la construcción de prototipos tokamak llamados ITER. La investigación en ITER se enfoca primero en inestabilidades y divergencia en el diseño. Investigadores de los EE.UU. crean experimentos de confinamiento inercial el cual es llamado Planta Nacional de Ignición (PNI) (en inglésNational Ignition Facility (NIF)). El PNI será utilizado para refinar los cálculos de transporte de neutrones.

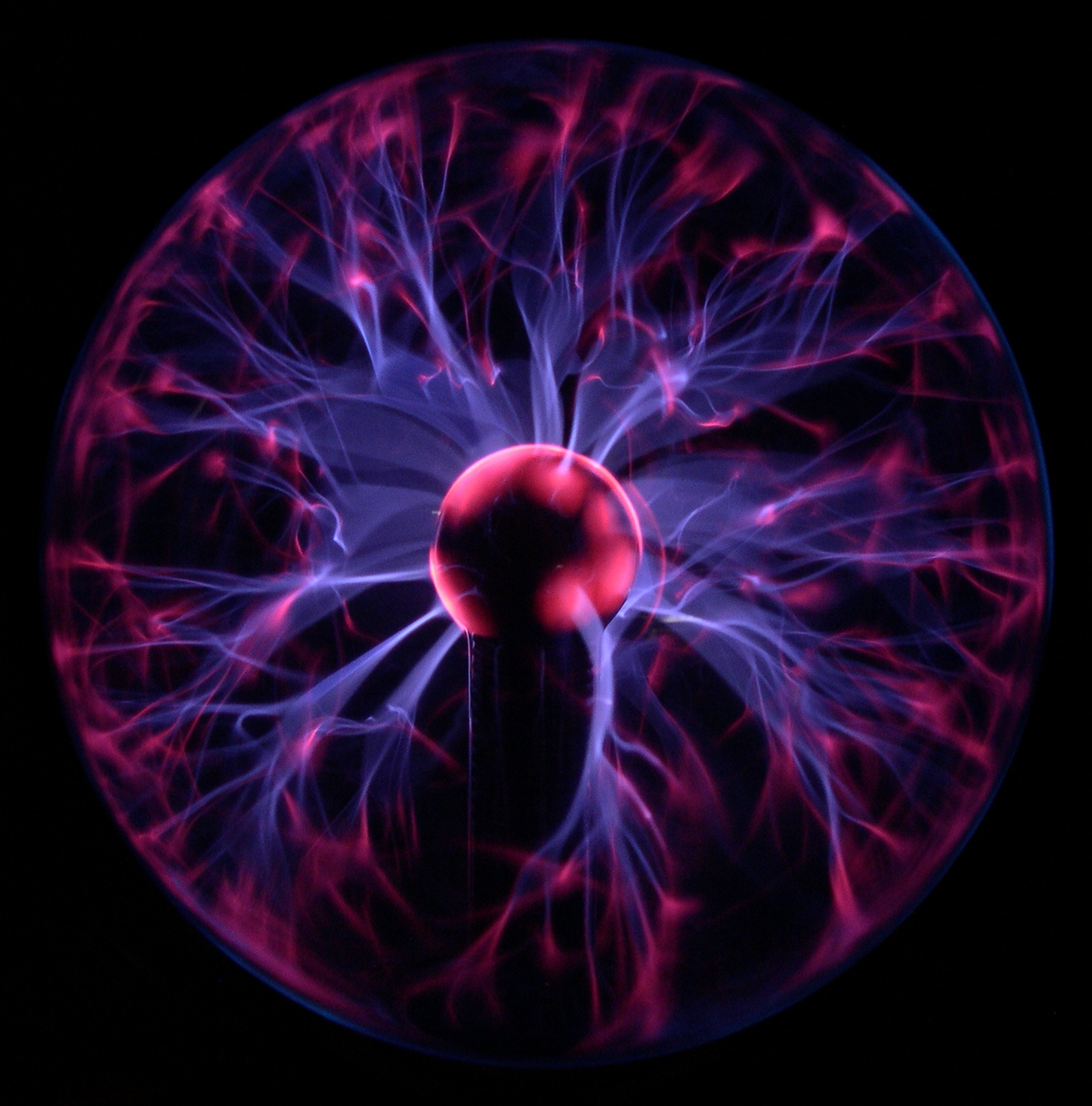
Lámpara de plasma

### Medicina nuclear
La medicina nuclear es una especialidad de la medicina en la que se utilizan radiotrazadores o radiofármacos (formados por un fármaco transportador y un isótopo radiactivo) para el diagnóstico y tratamiento de enfermedades. Estos radiofármacos se aplican dentro del organismo humano por diversas vías (la más utilizada es la vía intravenosa).

Imagen de resonancia magnética nuclear de una cabeza humana
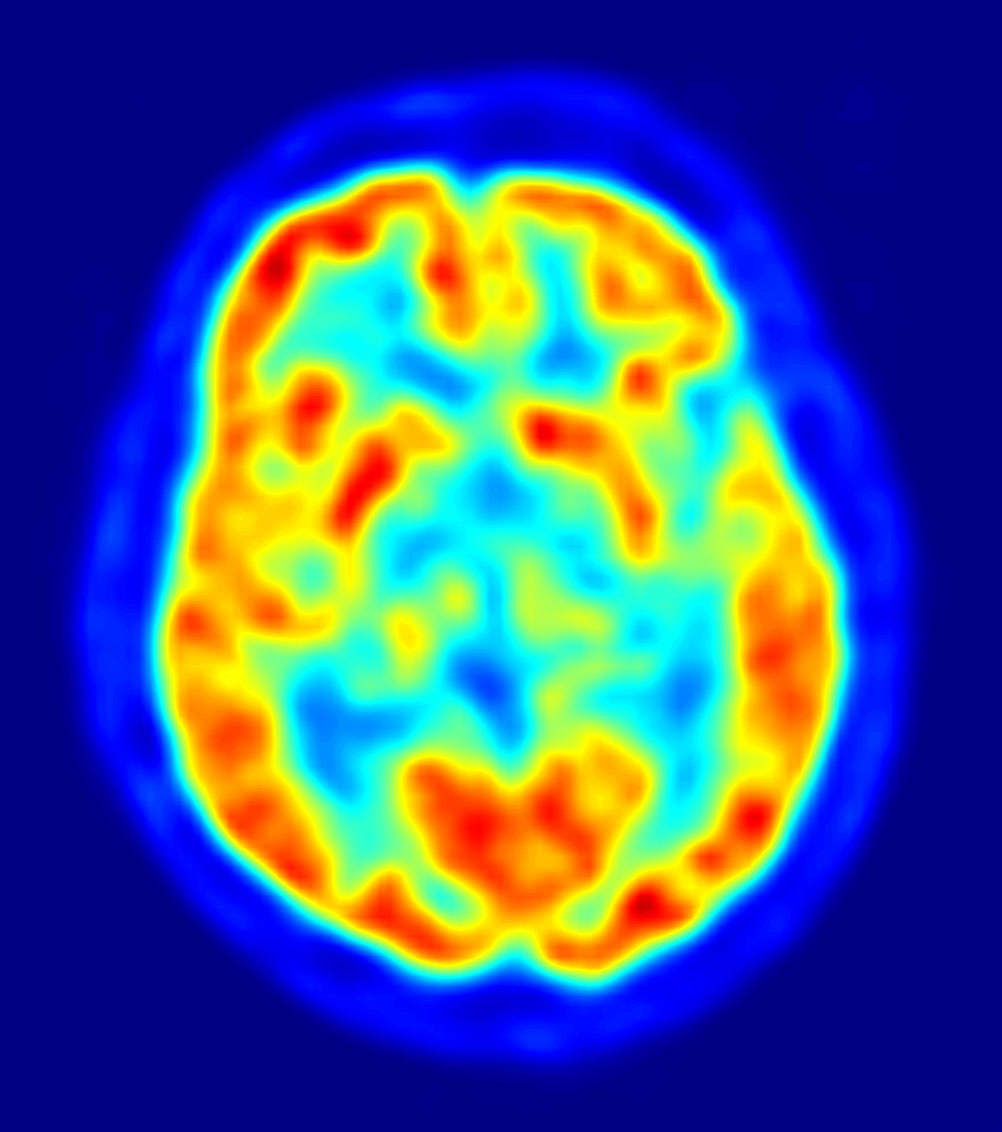
PET tomado con un ECAT Exactitud HR+

### Materiales nucleares y combustibles nucleares
La materia nuclear es un sistema idealizado de nucleones que interactúan (protones y neutrones) y que existe en varias fases de la materia exótica que no están totalmente establecidas.

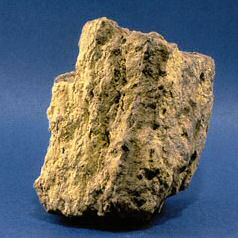
Uranita, La principal materia prima para el combustible nuclear
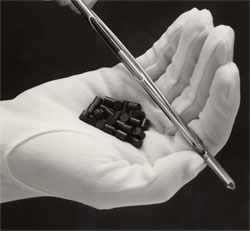
Gránulos de Combustible nuclear
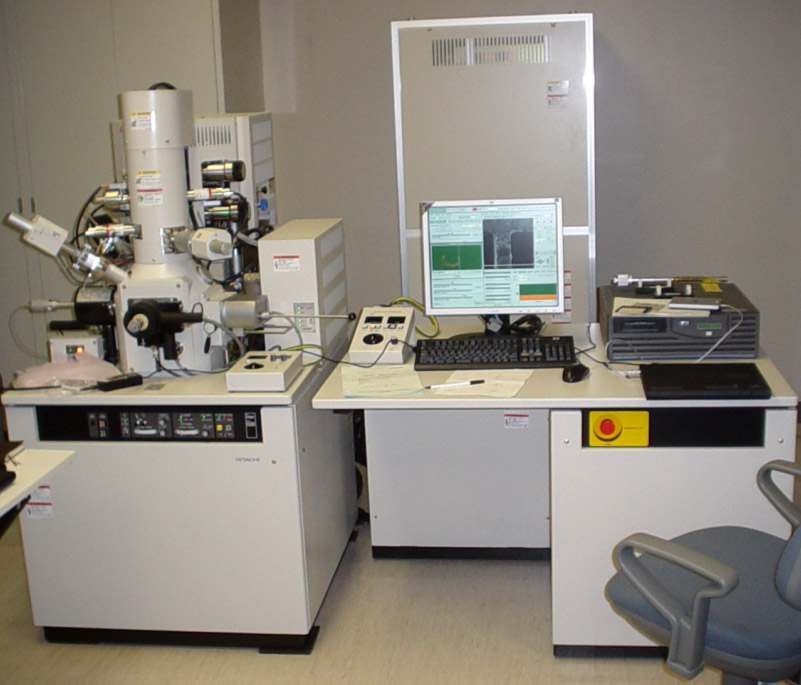
Un Haz de iones enfocado

### Radiología
La radiología es la especialidad médica, que se ocupa de generar imágenes del interior del cuerpo mediante diferentes agentes físicos (rayos X, ultrasonidos, campos magnéticos, entre otros) y de utilizar estas imágenes para el diagnóstico y, en menor medida, para el pronóstico y el tratamiento de las enfermedades.

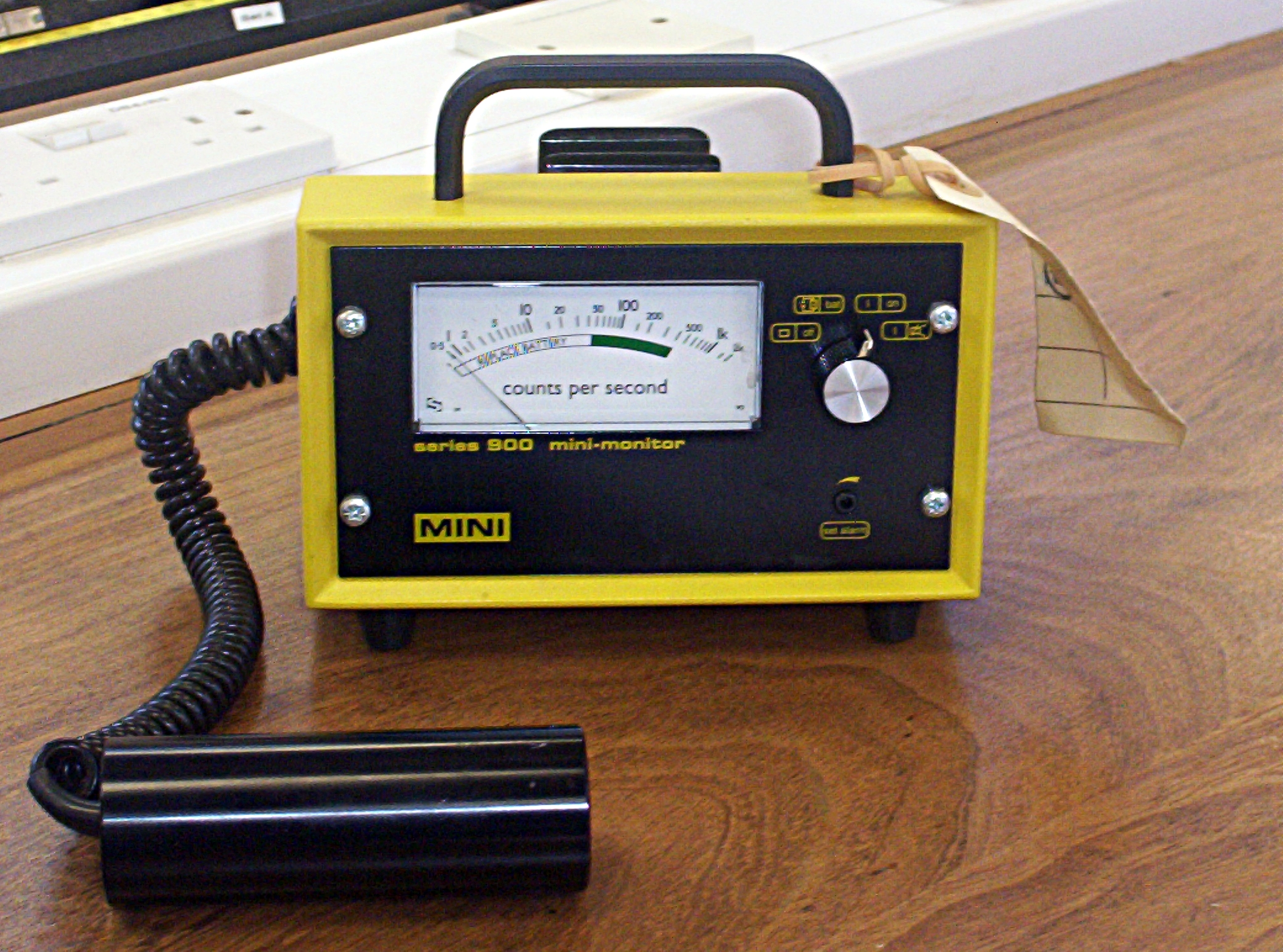
Un Contador Geiger
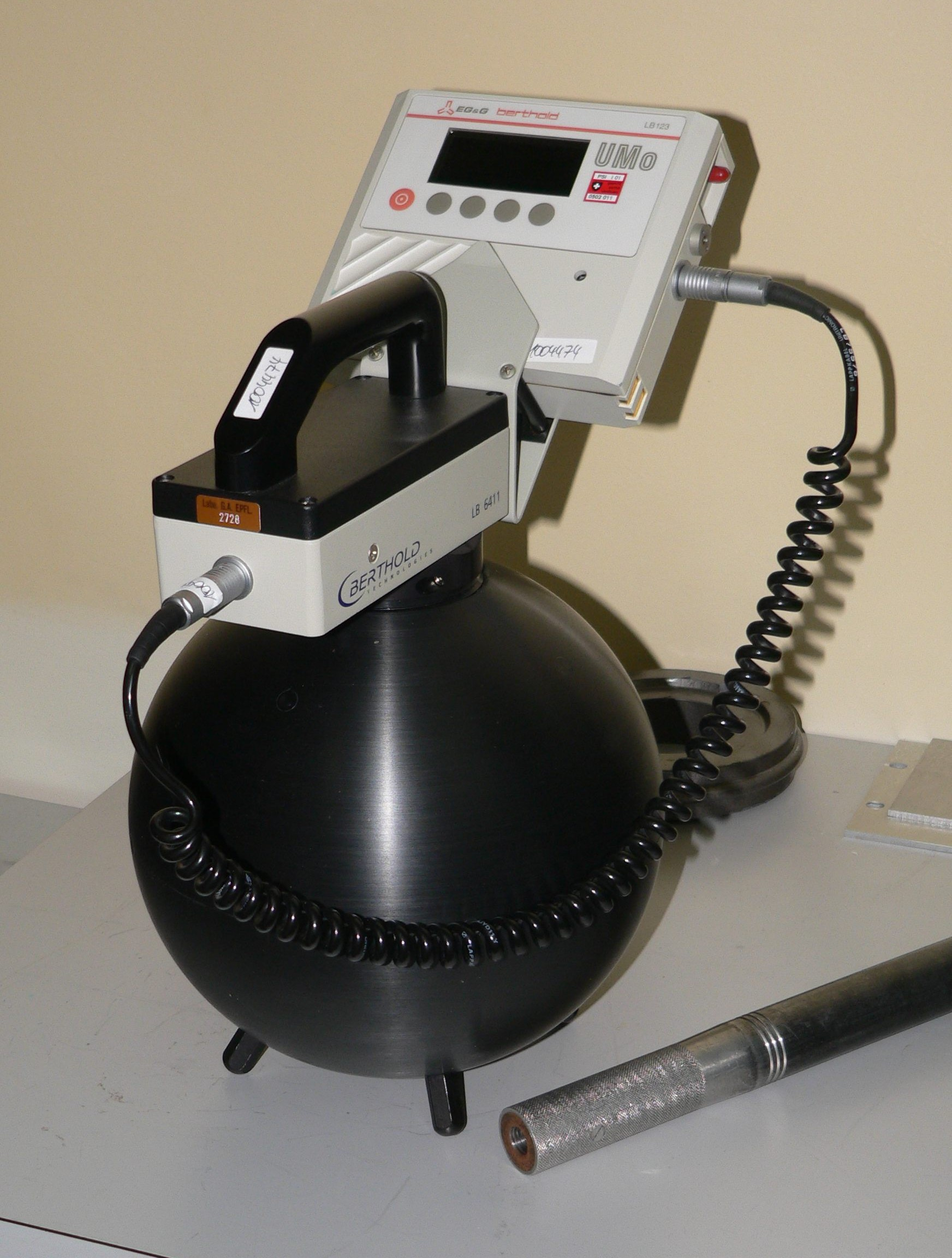
Un Detector de neutrones
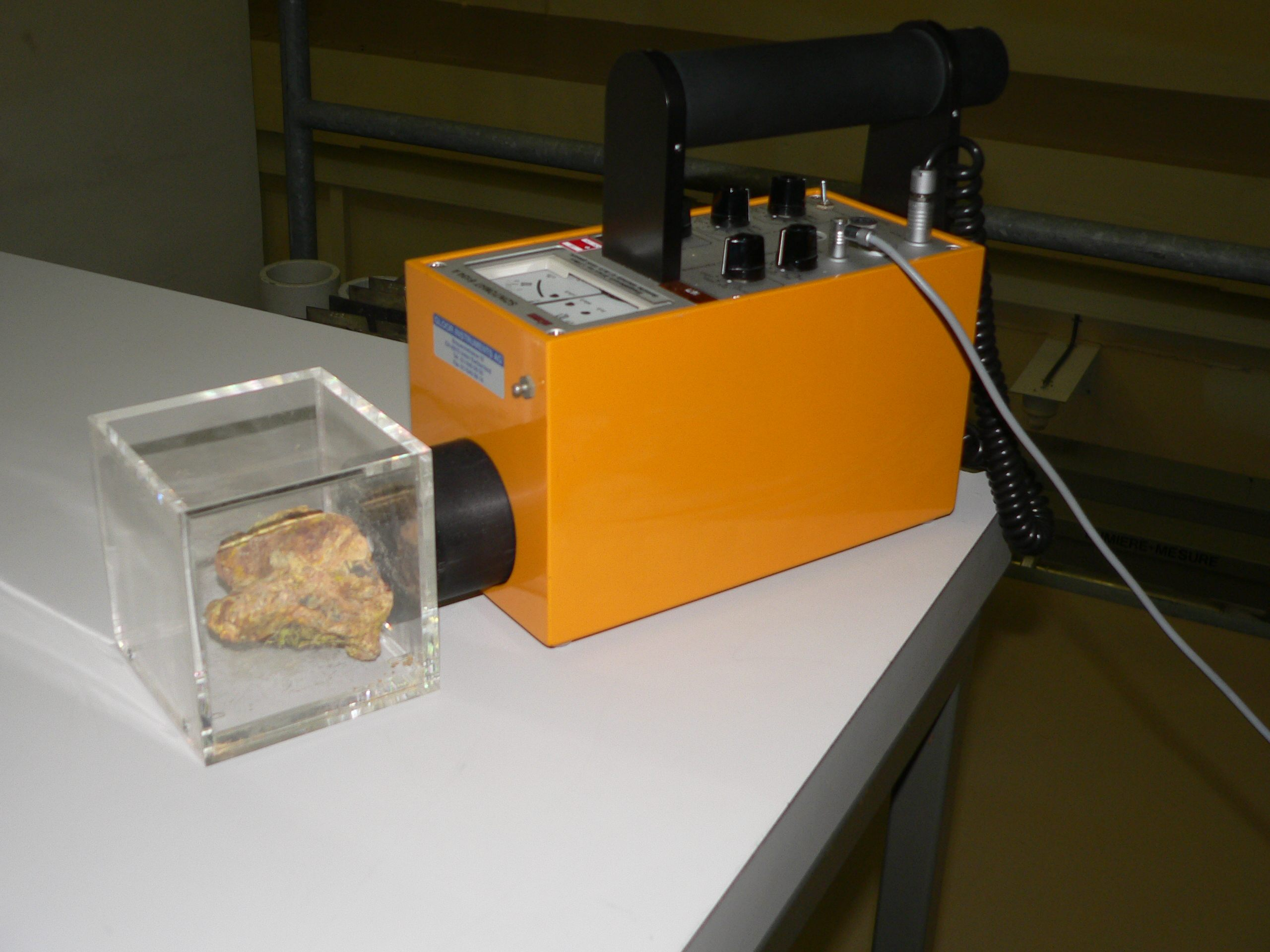
Detector de centelleo junto a un trozo de Uraninita

## Universidades que ofrecen cursos de ingeniería nuclear en español
Argentina: 
- Instituto Balseiro, unidad académica de la Universidad Nacional de Cuyo. Ingeniería nuclear (grado), especialización en aplicaciones tecnológicas de la ingeniería nuclear (posgrado), Maestría en Ingeniería con Orientación en Ingeniería Nuclear (posgrado) y doctorado en ingeniería nuclear (posgrado).
- Instituto de Tecnología Nuclear Dan Beninson, unidad académica de la UNSAM (Universidad Nacional de General San Martín). Ingeniería nuclear con orientación en Aplicaciones (título de grado), especialización en Reactores Nucleares y su Ciclo de Combustible (posgrado), tecnicatura universitaria en Aplicaciones Nucleares (pregrado) y doctorado en Tecnología Nuclear (posgrado).

Cuba:
- Instituto Superior de Tecnologías y Ciencias Aplicadas, Ingeniería en Tecnologías Nucleares y Energéticas.
- Instituto Superior de Tecnologías y Ciencias Aplicadas, maestría en Instalaciones Nucleares.

España:
- Universidad Autónoma de Madrid, MINAUniversidad Nacional de Educación a Distancia.
- ETS de Ingenieros industriales.

México: 
- Universidad Autónoma de Zacatecas, Unidad Académica de Estudios Nucleares.
- Maestría en Ciencias Nucleares con orientación en Ingeniería Nuclear (posgrado).